# Pragmatieke Sanctie (1713)

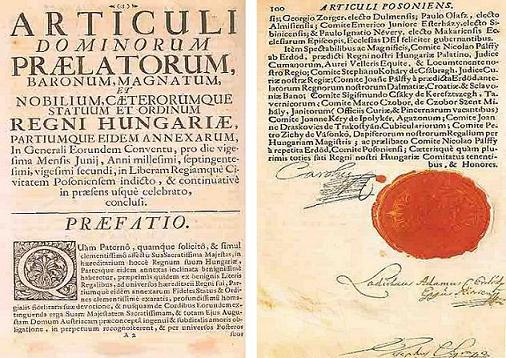
Oorkonde ondertekend door Karel VI in 1713

De Pragmatieke Sanctie van 1713 was een wettelijk mechanisme dat erin voorzag dat de Oostenrijkse troon en de gebieden van de Habsburgers geërfd zouden kunnen worden door de dochter van keizer Karel VI, Maria Theresia van Oostenrijk.
Karel VI kon de belangrijke Europese machten ervan overtuigen de Pragmatieke Sanctie aan te nemen en stierf in 1740 zonder mannelijke opvolgers. Zijn dochter Maria Theresia werd echter niet aanvaard. De Oostenrijkse Successieoorlog was het gevolg. Pas in 1748 werd Maria Theresia aanvaard, na het ondertekenen van het Verdrag van Aken.